# Prix Bene Merenti de Patria
Pour un article plus général, voir Société Saint-Jean-Baptiste de Montréal.
Le Prix Bene Merenti de Patria est une médaille d'argent remise au Québec (Canada) par la Société Saint-Jean-Baptiste de Montréal. « Créé en 1923, le prix Bene Merenti de Patria souligne les mérites d’un compatriote ayant rendu des services exceptionnels à la patrie. »

## Lauréats
- 2015 : Gilles Rhéaume (posthume)[2]
- 2012 : Marcel Masse
- 2011 : Réginald Chartrand
- 2005 : Raymond Lévesque
- 1997 : Rosaire Morin
- 1992 : Dollard Ménard
- 1991 : Mary Travers (La Bolduc) (posthume)
- 1990 : Alice Poznanska-Parizeau (posthume)
- 1989 : Pierre-Louis Mallen
- 1987 : Gilles Proulx
- 1983 : Jeannine Séguin
- 1982 : Jean Rougeau et Séraphin Marion
- 1977 : Raymond Barbeau et Jean-Charles Bonenfant (posthume)
- 1975 : Gustave Lamarche et Félix Leclerc
- 1974 : Gustave Bellefleur
- 1972 : Armand Frappier
- 1968 : Pierre Grondin
- 1966 : Eugène Lapierre, Annette Lasalle-Leduc et Jean Vallerand
- 1965 : Lionel Daunais, Madame Hector Perrier et Claude Champagne
- 1964 : Wilfrid Laurier et Sœur Marie-Stéphane
- 1924 : Laurent-Olivier David et Marie Lacoste Gérin-Lajoie